# Ecuación del tiempo

La ecuación del tiempo: en el eje de las abscisas se tienen los días del año contados a partir de enero, en el de las ordenadas se tiene la diferencia entre los tiempos verdadero y medio (v-m).

La ecuación de tiempo es la diferencia entre el tiempo solar medio (medido generalmente por un reloj) y el tiempo solar aparente (tiempo medido por un reloj de sol). Esta diferencia varía a lo largo del año y alcanza una mayor diferencia el 3 de noviembre, cuando el tiempo solar medio está a más de 16 minutos por detrás del tiempo solar aparente (en concreto a 16 minutos y 25 segundos el 3 de noviembre), y el 11 de febrero, cuando el tiempo solar medio va 14 minutos y 12 segundos por delante del aparente. 
Son iguales el tiempo solar medio y el tiempo solar aparente en cuatro instantes del año: el 15 de abril, 13 de junio, 1 de septiembre y el 25 de diciembre. La ecuación del tiempo se representa gráficamente con un diagrama denominado analema, que suele indicarse a veces a manera de leyenda en los globos o esferas terrestres y que tiene forma de un 8 algo asimétrico. El analema indica la misma información que la expresada a través del gráfico adjunto, por lo que también a este gráfico se le podría considerar como un analema abierto.

## Etimología
En la antigua astronomía la palabra 'ecuación' ('equatio' en latín) significaba 'corrección', y con ello se indicaba que había que sumar algebraicamente un valor para corregirlo. De esta forma, la ecuación del tiempo es el valor que hay que añadir al valor del tiempo solar aparente para 'corregirlo' (hacerlo 'regular'). Otro ejemplo es la ecuación de centro de Copérnico, muy empleada en los cálculos de mecánica celeste para 'corregir' la anomalía verdadera.

## Fundamentación

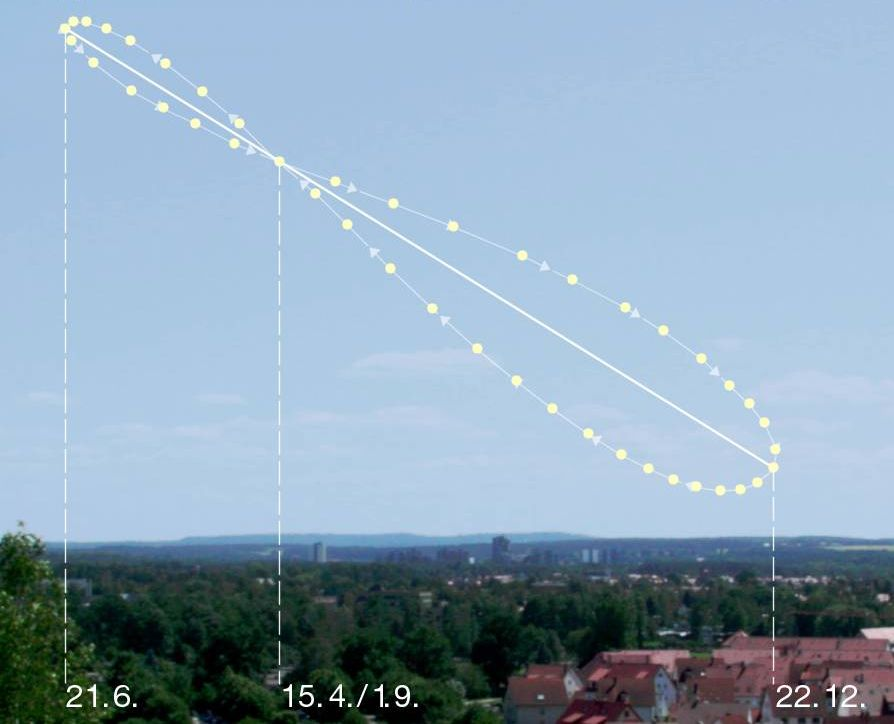
Observación reiterada del Sol en periodos de 24 horas de tiempo solar medio; se puede ver dibujada el analema y el concepto de ecuación del tiempo.

El origen de este concepto se deriva de la distinta velocidad del movimiento de traslación terrestre alrededor del Sol, y también de la inclinación del eje de rotación de la Tierra con respecto al plano de su órbita. La órbita terrestre se denomina eclíptica (porque es en ella donde se producen los eclipses cuando la órbita de la Luna coincide en un punto con la de la Tierra y con la del Sol) y no es circular sino elíptica, ocupando el Sol uno de los focos de la elipse. De acuerdo con las leyes de movimiento orbital formuladas por Kepler sobre los movimientos de traslación, "tiempos iguales barren áreas iguales", lo cual significa que la Tierra disminuye la velocidad de traslación cuando se encuentra más alejada del Sol (porque la atracción del mismo es menor al encontrarse más lejos) y lo acelera al acercarse. 
Si no existiera esta diferencia de velocidad, la Tierra se escaparía del Sistema Solar cuando se encontrara más lejos o chocaría con el Sol al acercarse. Así pues, el movimiento de traslación terrestre es un movimiento uniformemente variado. Sin embargo, hay que aclarar que la diferencia de velocidad no es una causa sino una consecuencia de la distinta masa de los astros (la Tierra y el Sol) y de la excentricidad de la eclíptica. Con la Luna sucede lo mismo: cuando el Sol se encuentra más lejos de la Tierra y la Luna está más cerca, el disco lunar puede tapar por completo el disco solar (en este caso podría producirse un eclipse total de Sol) mientras que cuando sucede lo contrario (el Sol más cerca y la Luna más lejos), puede producirse un eclipse anular de Sol, en el que queda un anillo luminoso del Sol alrededor de la sombra de la Luna.

## Valores de la ecuación de tiempo
Los valores de la ecuación del tiempo se suelen publicar para cada año en los almanaque náuticos, en los anuarios de los observatorios, en revistas especializadas, etc. Generalmente en el apartado de efemérides solares. El motivo de esta publicación previa es proporcionar a los astrónomos la posibilidad de planificar sus observaciones. Suele representarse en forma de tabla en la que una de las entradas es el día del año y la salida es la diferencia entre tiempo medio y el verdadero (m-v), o viceversa (v-m). En algunas fórmulas empíricas dadas por los observatorios se puede averiguar de forma analítica la ecuación del tiempo. Un ejemplo es:

{\displaystyle E\left(d\right)=595\sin \left(198^{o}+1.9713^{o}d\right)+442\sin \left(175^{o}+0.9856^{o}d\right)}
Donde el valor obtenido por esta fórmula semiempírica es en segundos (v-m), siendo d el día del año (del año 2016). Esta ecuación es bastante ajustada: su precisión llega a errores de medio minuto como máximo, y los coeficientes 595 y 442 varían muy poco de año en año.